# Tajemnica Filomeny
Tajemnica Filomeny (ang. Philomena) – brytyjsko-amerykańsko-francuski dramat filmowy z 2013 roku w reżyserii Stephena Frearsa. Adaptacja książki pt. The Lost Child of Philomena Lee autorstwa Martina Sixsmitha.
Światowa premiera filmu miała miejsce 31 sierpnia 2013 roku podczas 70. MFF w Wenecji, gdzie obraz brał udział w konkursie głównym. Na festiwalu tym autorzy scenariusza otrzymali nagrodę Złotej Oselli. Następnie film został zaprezentowany podczas 38. MFF w Toronto, gdzie wyróżniono go nagrodą publiczności.

## Fabuła
Młoda Irlandka Philomena Lee zachodzi w ciążę, nie będąc zamężna. Upokorzeni tym faktem rodzice wysyłają dziewczynę do domu prowadzonego przez zakonnice, tam kobieta rodzi syna. Dziecko zostaje odebrane matce i oddane, wbrew jej woli, do adopcji. Po blisko pięćdziesięciu latach Filomena postanawia odnaleźć swoje dziecko. Z pomocą dziennikarza śledczego Martina Sixsmitha odkrywa, że syn został sprzedany rodzinie ze Stanów Zjednoczonych, przy okazji ujawnia kulisy procederu prowadzonego w Irlandii przez siostry zakonne.
Film opowiada prawdziwą historię Philomeny Lee, która w latach 50. XX w., mając 16 lat zaszła w ciążę i trafiła do ośrodka prowadzonego przez zakonnice, gdzie została zmuszona do oddania do adopcji syna Michaela.

## Obsada
- Judi Dench jako Philomena Lee
- Steve Coogan jako Martin Sixsmith
- Mare Winningham jako Mary
- Anna Maxwell Martin jako Jane
- Michelle Fairley jako Sally Mitchell
- Ruth McCabe jako matka Barbara
- Barbara Jefford jako siostra Hildegarde
- Peter Hermann jako Pete Olsson
- Simone Lahbib jako Kate Sixsmith
- Sophie Kennedy Clark jako młoda Philomena
- Amy McAllister jako siostra Anunciata
- Cathy Belton jako siostra Claire
- Wunmi Mosaku jako młoda zakonnica

## Produkcja
Zdjęcia do filmu kręcono na terenie Anglii, Irlandii Północnej i Stanów Zjednoczonych. Do lokalizacji wykorzystanych przez filmowców należały:
- hrabstwo Down (pub w Killyleagh, pasmo góskie Mourne Mountains);
- Londyn (hotel Marriott, lotnisko Stansted, Harefield);
- hrabstwo Oxfordshire (zamek Shirburn);
- Maryland (dom w Potomac, kościół w Poolesville);
- Waszyngton (pomnik Lincolna, National Mall, Tidal Basin, Washington Court Hotel, Chinatown)[3][4].

## Nagrody i nominacje
70. Międzynarodowy Festiwal Filmowy w Wenecji
- nagroda: Złota Osella za najlepszy scenariusz − Steve Coogan i Jeff Pope
- nagroda: Nagroda Brian − Stephen Frears
- nagroda: Złota Mysz − Stephen Frears
- nagroda: Nagroda Interfilm − Stephen Frears
- nagroda: Nagroda Leoncino d’Oro Agiscuola – Cinema for UNICEF − Stephen Frears
- nagroda: Nagroda Nazareno Taddei − Stephen Frears
- nagroda: Queerowy Lew − Stephen Frears
- nagroda: Nagroda SIGNIS − Stephen Frears
- nagroda: Nagroda Vittorio Veneto Film Festival − Stephen Frears
- nominacja: Złoty Lew − Stephen Frears

38. Międzynarodowy Festiwal Filmowy w Toronto
- nagroda: Nagroda Publiczności − Stephen Frears

86. ceremonia wręczenia Oscarów
- nominacja: najlepszy film − Gabrielle Tana, Steve Coogan i Tracey Seaward
- nominacja: najlepszy scenariusz adaptowany − Steve Coogan i Jeff Pope
- nominacja: najlepsza aktorka pierwszoplanowa − Judi Dench
- nominacja: najlepsza muzyka − Alexandre Desplat

71. ceremonia wręczenia Złotych Globów
- nominacja: najlepszy film dramatyczny
- nominacja: najlepsza aktorka w filmie dramatycznym − Judi Dench
- nominacja: najlepszy scenariusz − Steve Coogan i Jeff Pope

18. ceremonia wręczenia Satelitów
- nominacja: najlepszy film fabularny
- nominacja: najlepszy scenariusz adaptowany − Steve Coogan i Jeff Pope
- nominacja: najlepsza aktorka w filmie fabularnym − Judi Dench
- nominacja: najlepsza muzyka − Alexandre Desplat

20. ceremonia wręczenia nagród Gildii Aktorów Ekranowych
- nominacja: wybitny występ aktorki w roli pierwszoplanowej − Judi Dench